# First Baptist Church (Whitehouse)
Die First Baptist Church ist ein baptistisches Gotteshaus in der texanischen Stadt Whitehouse im Smith County. Das Gebäude liegt im Zentrum der Stadt nördlich der Main Street. 1989 wurde die Kirche zum Recorded Texas Historic Landmark erklärt.

## Geschichte
Die Besiedlung dieses Landstrichs durch britische Siedler begann in den 1840er Jahren. Um ein weißgetünchtes Schulhaus entwickelte sich ab den frühen 1850er Jahren eine Gemeinde. Im September 1869 wurde durch die Ältesten J. A. Kindle und W. G. Caperton eine Baptistengemeinde, die New Hope Church of Christ, mit etwa 25 Gründungsmitgliedern organisiert. Anfänglich fanden die Gottesdienste einmal im Monat statt.
1887 erwarb die Kirchengemeinde ein Stück Land, auf dem sie – angeschmiegt an einen Pinienhain – eine kleine Saalkirche errichtete. Als die Eisenbahn Whitehouse erreichte und sich an der Strecke ein zentrales Geschäftsviertel zu entwickeln begann, wurde die Kirche dorthin verlagert. Ein neues Kirchengebäude – eine weiße Holzrahmenkonstruktion – wurde 1901 errichtet. 1923 wurde die Kirche ein weiteres Mal verlagert und an ihrem heutigen Standort an der East Main Street neu gebaut. In diese Zeit fällt auch die Neubenennung als First Baptist Church.
Ein neues Gotteshaus wurde 1959 errichtet. Das anhaltende Wachstum der Gemeinde führte 1980 zum Bau der heutigen Kirche.